# Каштан Петра Могилы
Каштан Петра Могилы (укр. Каштан Петра Могили) — ботанический памятник природы местного значения, самый большой и старый каштан столицы Украины — Киева. Растёт по адресу: ул. Китаевская, 15/8, возле Троицкой церкви. Конские каштаны, которые высаживались в Киеве начиная с XVIII века, например, в Киево-Печерской лавре, со временем стали одним из самых известных символов города.    
Дерево получило название в честь Киевского митрополита Петра Могилы, который по легенде его посадил, но существуют сомнения в этой информации. Возраст каштана составляет 200—300 лет. По состоянию на 2011 год высота дерева — 25 м, обхват ствола 4,15 м. Очень красивым дерево становится в начале мая, когда покрывается большими белыми цветами. В 1994 году каштан был освящён настоятелем Троицкой церкви отцом Мирославом, и в этом же году, по инициативе Киевского эколого-культурного центра (КЭКЦ), дерево получило статус ботанического памятника природы. У дерева установлен охранный знак. Каштан Петра Могилы вошёл в список 500 выдающихся деревьев Украины, составленный и изданный в 2011 году по инициативе КЭКЦ. В 2012 году сотрудниками этой организации было проведено лечение дерева.